# Liebfrauenkirche (Witzenhausen)

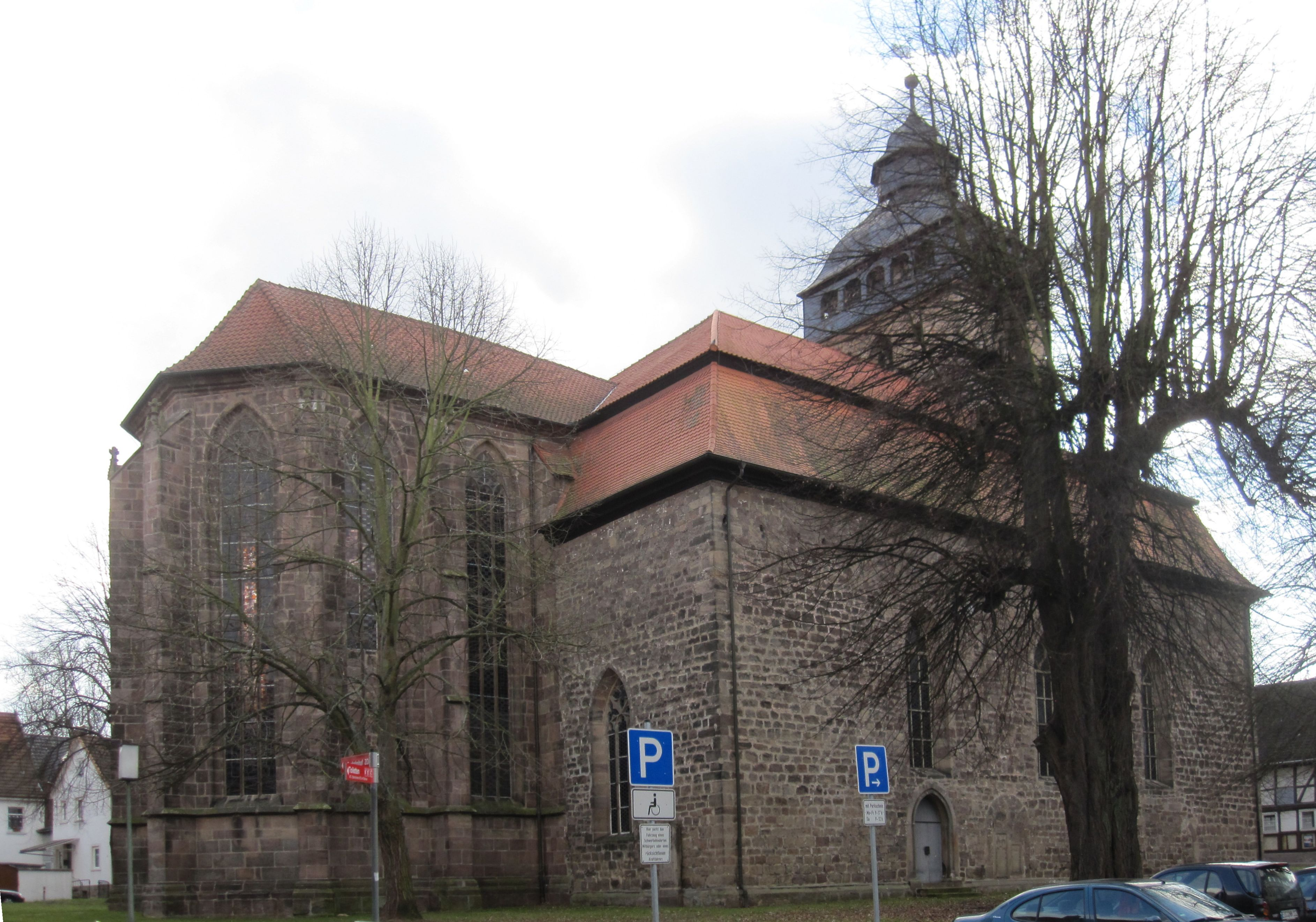
Liebfrauenkirche (Witzenhausen, Nordseite mit Anbau nach 1479)

Die Liebfrauenkirche ist die evangelische Stadtkirche der nordhessischen Kleinstadt Witzenhausen.

## Geschichte
Die Kirche liegt im Zentrum der von den thüringischen Landgrafen gegründeten Planstadt mit regelmäßigem Stadtgrundriss. Im Jahr 1266 wird sie als Pfarrkirche (parochialis ecclesia S.Marie) erwähnt. Patronatsherren waren zunächst die Landesfürsten, die hessischen Landgrafen. Diese traten sie 1368, bis zur Reformation, an das Kasseler Martinsstift ab.

## Bau
Der Kirchenbau wurde um 1220 als spätromanische Basilika begonnen. Einige Befunde deuten darauf hin, dass während der Bauphase ein Planwechsel zur Emporenkirche beabsichtigt wurde. Vom romanischen Bau sind Reste im Untergeschoss des querrechteckigen Westturms erhalten, der eine romanische Lisenengliederung trägt. Auch das östliche Joch des südlichen Seitenschiffes stammt teilweise aus dieser Zeit. Ob der Bau wie geplant fertiggestellt wurde, ist unklar; nach der Zerstörung der Stadt 1232 im Krieg mit den Mainzer Erzbischöfen ruhten die Arbeiten zunächst. An den spätromanischen Bau wurde dann, in gotischen Formen, ein zweijochiger Chor mit Kreuzrippengewölben auf Runddiensten, mit polygonalem Ostabschluss (fünf Seiten eines Achtecks), mit hohen zweibahnigen Lanzettenfenstern, angebaut. Eine Chorweihe ist für 1404 überliefert. Das Langhaus wurde anschließend, bis zum Westturm, als spätgotische Staffelhalle in drei Jochen umgebaut. Nach dem Stadtbrand im Jahr 1479, den die Kirche im Vergleich zur restlichen Stadt gut überstand, wurde bei der Ausbesserung der Schäden das nördliche Seitenschiff verbreitert. Beim Umbau wurden auch die ehemals vorhandenen Gewölbe des südlichen Seitenschiffs entfernt. Ob der restliche Bau ebenfalls eingewölbt war, ist unklar, Gewölbeansätze sind im nördlichen Seitenschiff erhalten.
Der heutige Bau ist eine dreischiffige Staffelhalle mit weitgespannten Arkaden. Die quadratischen Stützen tragen an den Ecken Runddienste, oben sind sie von einem umlaufenden Kapitellfries mit Blattschmuck abgeschlossen. Das Mittelschiff wird überwölbt von einer hölzernen Brettertonne, die im heutigen Zustand auf eine Erneuerung 1931 zurückgeht. Die flachen Holzdecken der Seitenschiffe wurden 1879 restauriert.
Der hohe Westturm wird im 13. und 14. Jahrhundert in früh- und hochgotischen Formen aufgestockt, die verschieferte Galerie und Laternenhaube stammen erst von 1747/48, die Wetterfahne ist datiert 1748. 1725 wurde die Dachkonstruktion erneuert und alle drei Schiffe unter einem Dach zusammengefasst. Das heutige Westportal wurde 1725 eingezogen. Auf der Südseite befindet sich ein Portal mit kleiner, quadratischer Vorhalle um 1400, mit einem Fachwerk-Obergeschoss aus der ersten Hälfte des 18. Jahrhunderts.

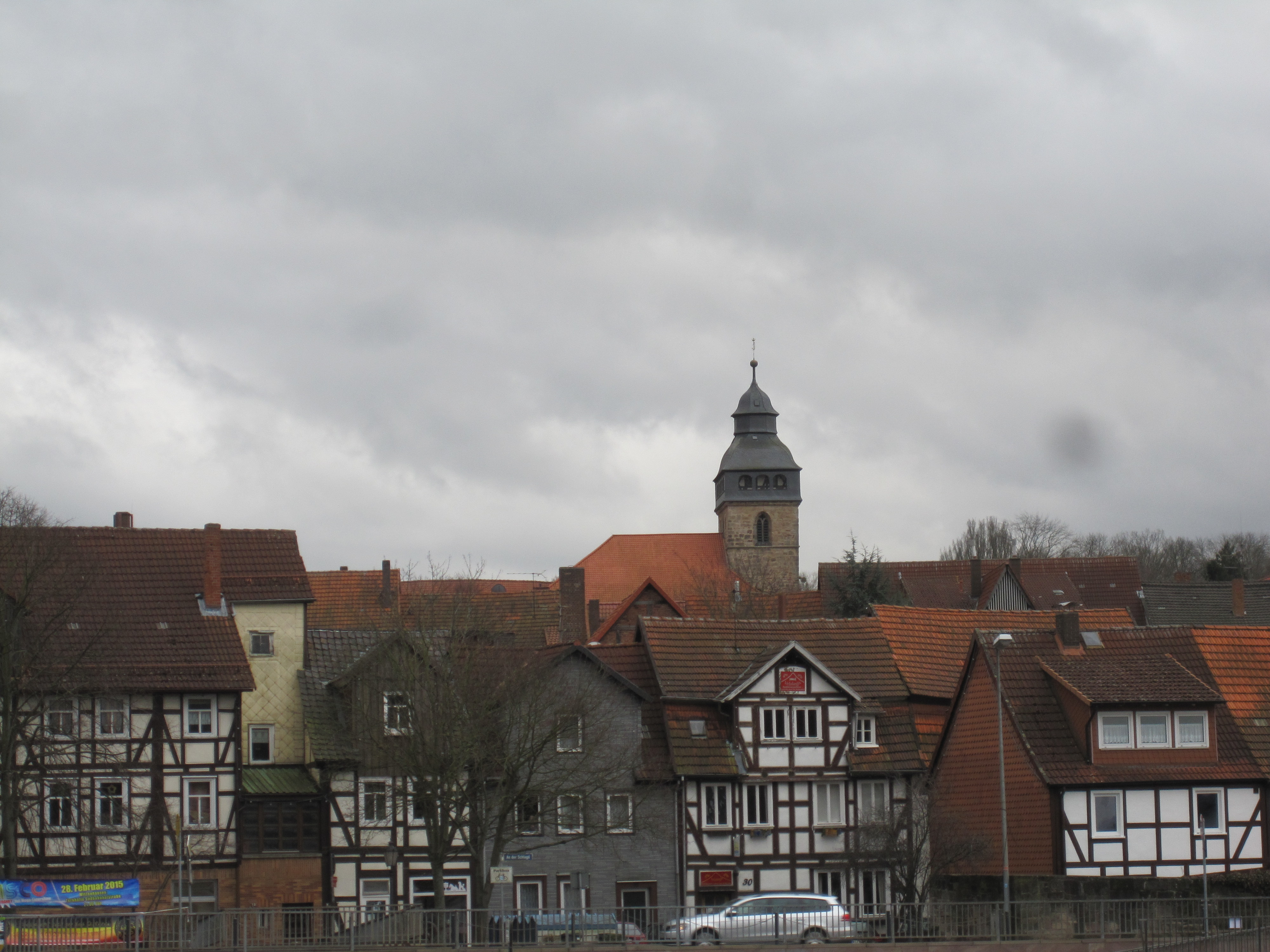
Liebfrauenkirche – die Altstadt überragend
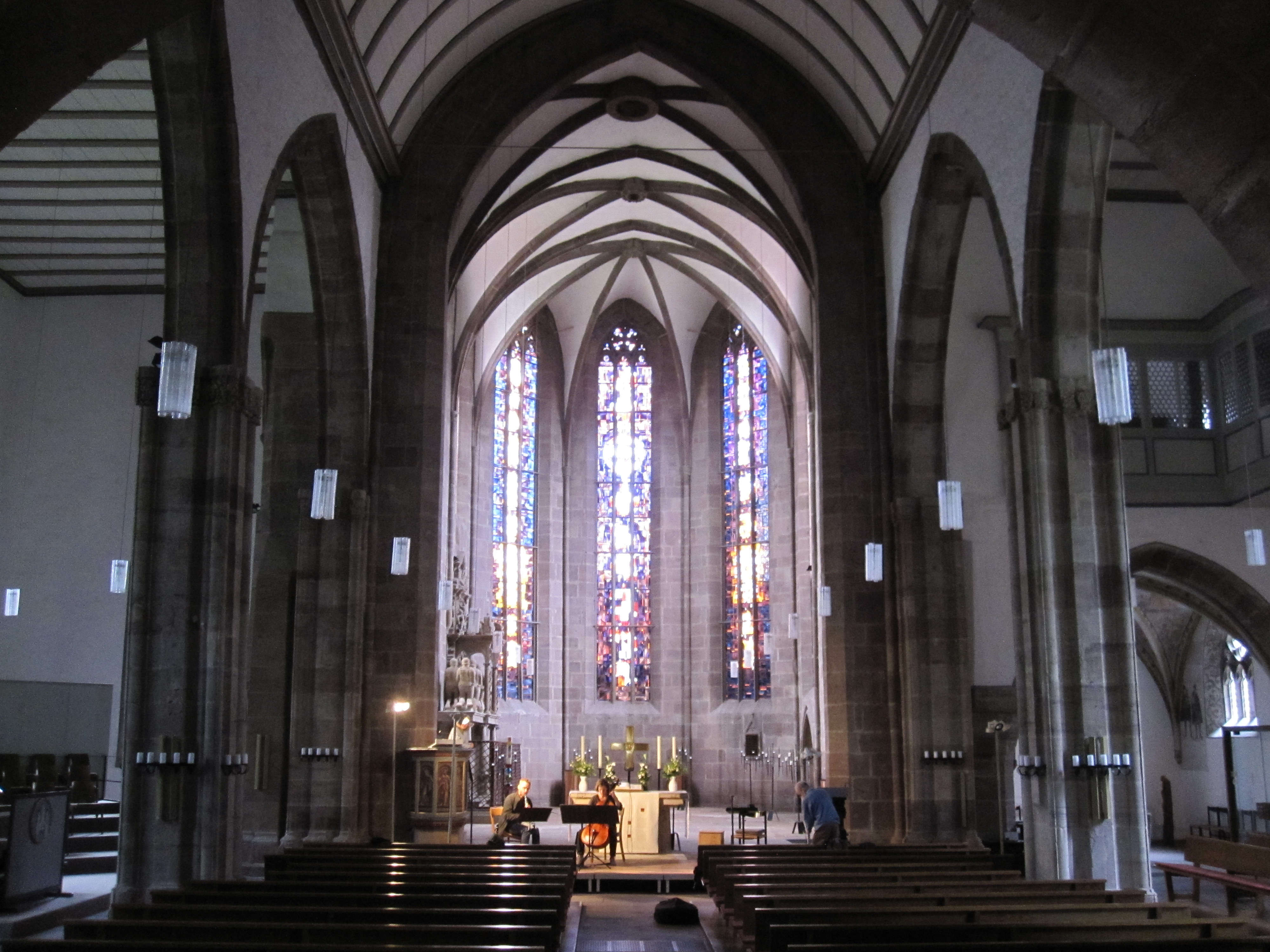
Chor, 1404 geweiht
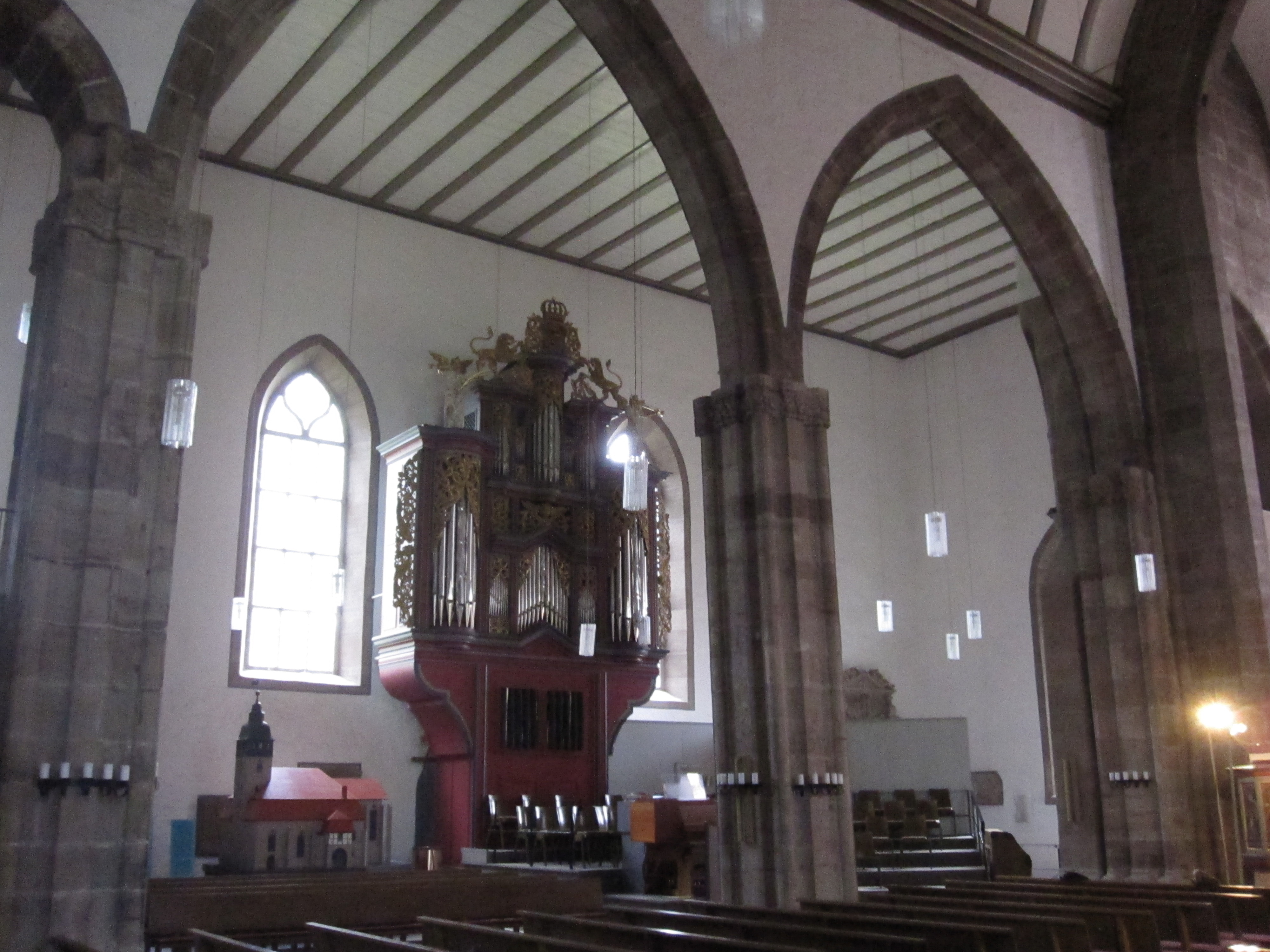
Nördliches Seitenschiff mit Orgel
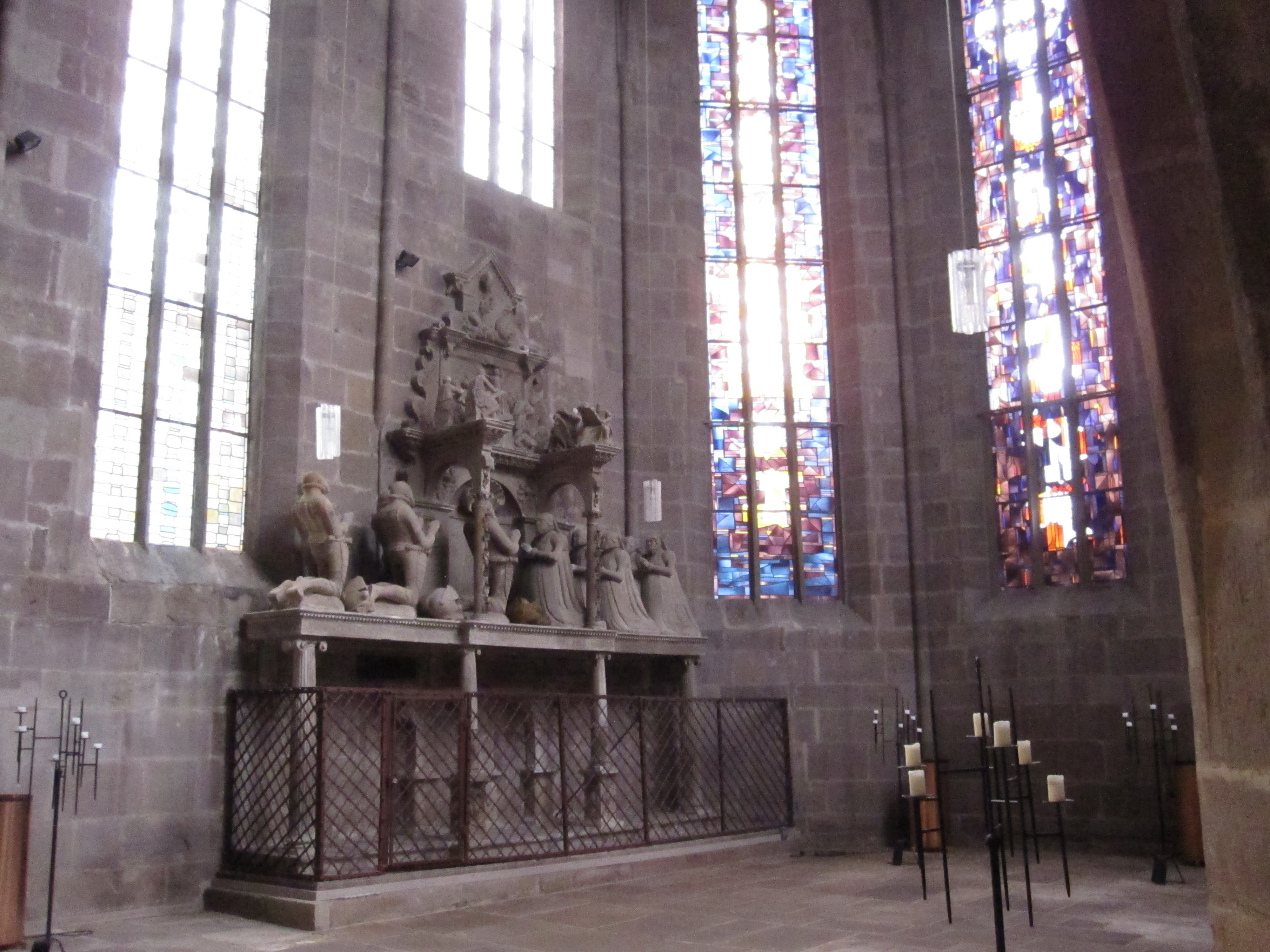
Grabmal der Familie von Bodenhausen

## Ausstattung
Die östlichen Joche des südlichen Seitenschiffs besitzen eine figürliche und ornamentale Ausmalung aus dem 16. Jahrhundert. Die Kanzel mit Darstellungen Christi, der Evangelisten und des heiligen Paulus stammt von 1575.
Ein Grabmal der Familie von Bodenhausen stammt von 1575, lebensgroße Fürbittfiguren knien vor einer Auferstehungsdarstellung. Daneben sind verschiedene steinerne Grabplatten und Epitaphe erhalten. Innen in der Turmhalle befindet sich ein mittelalterliches Scheibenkreuz.

## Sonstiges
Die am Werratal-Radweg gelegene Kirche nennt sich seit 2015 „Radwegekirche“. Sie ist für Besucher dienstags bis sonntags von 10 bis 18 Uhr geöffnet.

## Orgel

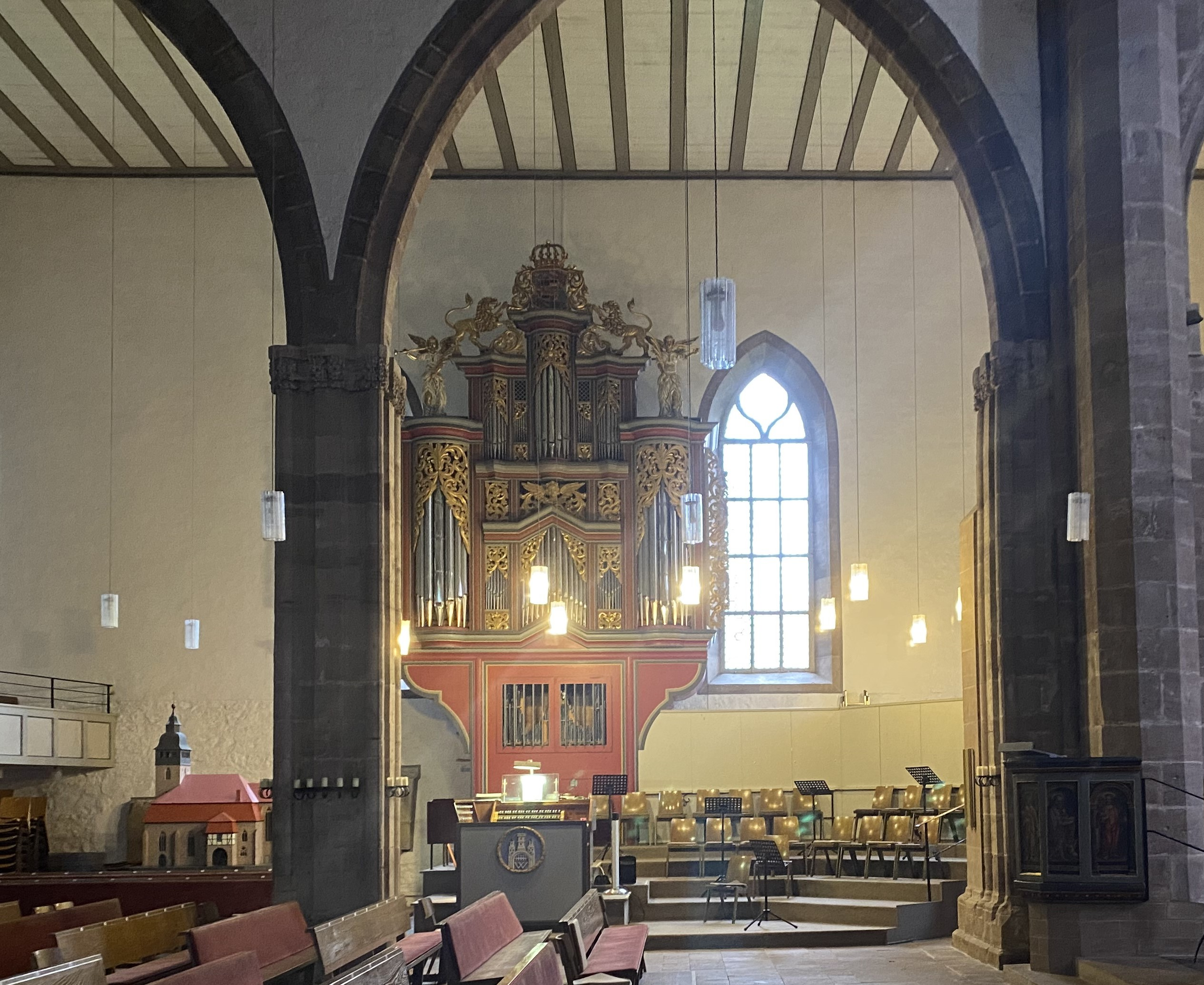
Orgel in nördl. Seitenschiff (ab 1977)

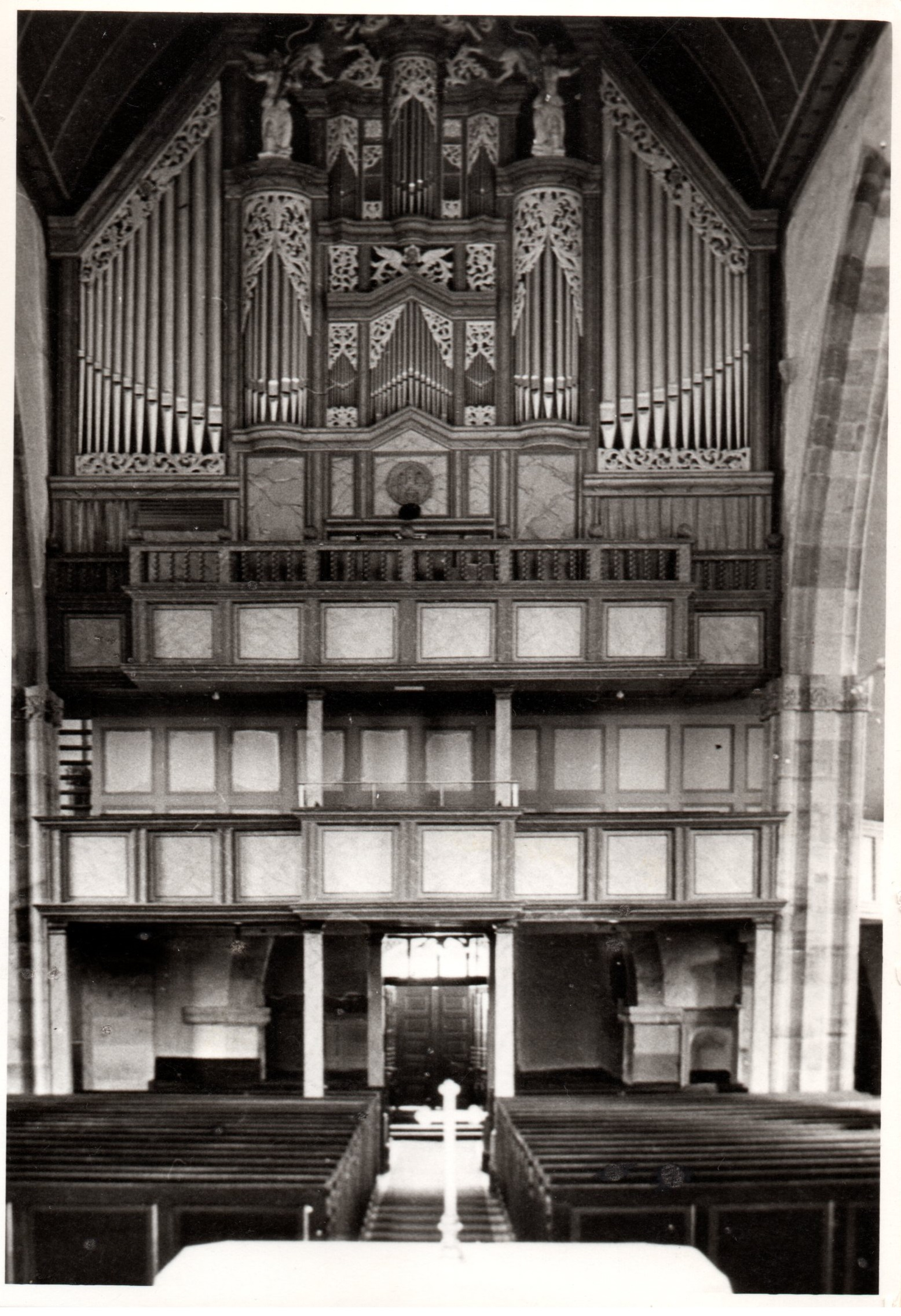
Standort der Orgel bis 1963

Im Jahre 1921 spendete der Witzenhäuser Fabrikanten Eduard Staffel eine Orgel, die die Dresdner Orgelbaufirma Jehmlich Orgelbau Dresden baute und die in einem Festgottesdienst am 11. September 1921 eingeweiht wurde. Die Orgel war ein älteres Werk, welches 1854 von Fa. Jehmlich für eine andere Kirche hergestellt worden war und aufgrund eines größeren Neubaus zurückgekauft wurde. Zuvor begleitete ein Harmonium den Gemeindegesang. Es ersetzte eine ältere Orgel, deren Pfeifen (vermutlich zu Rüstungszwecken im Ersten Weltkrieg) abgegeben werden mussten.
1962 erfolgte die Beauftragung eines Orgelneubaus, welcher im Herbst 1964 durch Orgelbau Euler (Hofgeismar) auf der Empore an der Westwand des nördlichen Seitenschiffs abgeschlossen wurde. Die Wahl dieses Standortes und die qualitative Ausführung waren jedoch von Anfang an unzufriedenstellend, sodass die Kirchengemeinde im Frühjahr 1976 den Bau einer neuen Orgel am heutigen Standort im nördlichen Seitenschiff (Nordwand) in drei Bauabschnitten beschloss.
Die ersten beiden Bauabschnitte wurden durch Werner Bosch Orgelbau aus Niestetal ausgeführt und die neue Orgel mit zunächst 28 Registern (II/P) am 12. Juni 1977 an die Kirchengemeinde übergeben. Hierbei wurden neben einem Teil des Pfeifenwerks unter anderem das barocke Prospekt (1731) mit Akanthus-Schnitzereien, der im Gehäuse eingebaute Spieltisch sowie die instandgesetzte und erweiterte Windlade des Hauptwerks aus der Vorgängerorgel (Euler) verwendet.
Der dritte Bauabschnitt wurde 1983/1984 durch Orgelbau Schmid (Kaufbeuren) ausgeführt. Dabei erfolgte neben einer Dispositionsanpassung weiterhin die Ergänzung eines Schwellwerks (3. Manual) mit 11 Registern und der Neubau des heute freistehenden und vorgezogenen Spieltischs. Mit Abschluss dieses Bauabschnitts hat die Orgel 39 Register auf 3 Manualen und Pedal mit mechanischer Tontraktur und elektrischer Registertraktur (Schleiflade) sowie 6 freien Setzern.
Im Jahr 2003 erfolgte durch Mitteldeutscher Orgelbau A. Voigt eine Ausreinigung und Änderung der Disposition. Die bisherige Setzeranlage wurde durch eine zeitgemäße Setzeranlage mit 3.000 Kombinationen ersetzt.
Die heutige Disposition lautet:
| I Hauptwerk C–g3 |                    |     |
| 1.               | Gedacktpommer      | 16′ |
| 2.               | Prinzipal          | 8′  |
| 3.               | Rohrflöte          | 8′  |
| 4.               | Octave             | 4′  |
| 5.               | Koppelflöte        | 4′  |
| 6.               | Sesquialter 2-fach |     |
| 7.               | Oktave             | 2′  |
| 8.               | Mixtur 3-4-fach    |     |
| 9.               | Trompete           | 8′  |

| II Positiv C–g3 |                |                 |
| 10.             | Holzgedackt    | 8′              |
| 11.             | Quintade       | 8′              |
| 12.             | Principal      | 4′              |
| 13.             | Spitzflöte     | 4′              |
| 14.             | Nachthorn      | 2′              |
| 15.             | Quinte         | 1 ⁄3′           |
| 16.             | Oktave         | 1′              |
| 17.             | Aliquot        | 1 3⁄5′ und 8⁄7′ |
| 18.             | Scharff-Cymbel | 2⁄3′            |
| 19.             | Rohrschalmey   | 8′              |
|                 | Tremulant      |                 |

| III Schwellwerk C–g3 |              |        |
| 20.                  | Holzflöte    | 8′     |
| 21.                  | Weidenpfeife | 8′     |
| 22.                  | Schwebung    | 8′     |
| 23.                  | Oktave       | 4′     |
| 24.                  | Traversflöte | 4′     |
| 25.                  | Nasat        | 2 ⁄3′  |
| 26.                  | Blockflöte   | 2′     |
| 27.                  | Terz         | 1 3⁄5′ |
| 28.                  | Septime      | 8⁄7′   |
| 29.                  | Plein jeu    | 2′     |
| 30.                  | Oboe         | 8′     |
|                      | Tremulant    |        |

| Pedalwerk C–f1 |                   |        |
| 31.            | Subbaß            | 16′    |
| 32.            | Oktavbaß          | 8′     |
| 33.            | Gedacktbaß        | 8′     |
| 34.            | Pommer            | 4′     |
| 35.            | Nachthorn         | 2′     |
| 36.            | Hintersatz 4-fach | 5 1⁄3′ |
| 37.            | Posaune           | 16′    |
| 38.            | Trompete          | 8′     |
| 39.            | Clairon           | 4′     |

- Koppeln: I/P, II/P, III/P, II/I, III/I, III/II
- Setzeranlage mit 3.000 freien Kombination und Sequenzer